# Бешикташ (футбольный клуб)
«Бешикта́ш» (тур. Beşiktaş Jimnastik Kulübü) — турецкий профессиональный футбольный клуб, входящий в спортивное общество «Бешикташ», и базирующийся в одноимённом районе Стамбула, возле Босфора, около дворца Долмабахче.
16-кратный чемпион Турции по футболу. Вместе с «Галатасараем» и «Фенербахче» формирует «Большую тройку» турецкого футбола. Единственный турецкий клуб, полным составом из турок, представлявший нацию в качестве сборной на международном уровне; а также (снова, наряду с двумя другими командами «Большой тройки» — «Галатасараем» и «Фенербахче») — команда, ни разу не выбывавшая из высшего дивизиона чемпионата Турции с момента его формирования в 1959 году.
Домашние матчи проводит на стадионе «Тюпраш», вмещающем около 42 000 зрителей.

## История

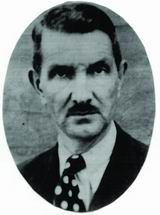
Мехмет Шамиль Шаплы — основатель и первый президент «Бешикташа»

Своё начало футбольный клуб «Бешикташ» ведёт от гимнастического клуба «Бешикташ берекет», основанного в марте 1903 года. Своё право на существование новообразованный клуб получил после долгих дебатов, пока султану Абдул-Хамиду II и его окружению не донесли приемлемые доводы, что спортивные занятия не противоречат нормам ислама. До этого момента клуб занимался такими видами спорта, как лёгкая и тяжёлая атлетика, гимнастика, бокс и борьба. Первым президентом и основателем футбольного клуба был Мехмет Шамиль Шаплы (правнук Имама Шамиля), а с годами на этом посту его сменил Шукрю Паша.
После событий 1908 года началось постепенное ослабление запретов. Множество приехавших в столицу жителей страны не только пополнили клуб а и начали постепенно поднимать его статус и престиж. 3 августа 1909 года вышел закон, легализующий деятельность спортивных клубов, что позволило «Бешикташу» не только значительно расширить свою спортивную базу, а и впервые смело заговорил об официальном статусе. 4 ноября 1910 года «Бешикташ» становится первым зарегистрированным турецким спортивным клубом. Данное событие поспособствовало началу феноменального роста участников клуба.
В 1911 году две команды из Бешикташа, «Валидечесме» и «Базирет», вошли в «Бешикташ», тем самым образовав футбольную секцию клуба. Изначально в форме команды прослеживались красно-белые тона, однако вскоре, клуб приобрёл традиционные чёрно-белые. «Траурные» как некоторые называют цвета являются данью уважения погибшим в ходе балканских войн участникам клуба, солдатам армии, и памятью о землях которые, Османская империя потеряла в их ходе. Бытует мнение, что «Бешикташ» и вовсе официально не применял красные цвета, как основные, а чёрно-белая гамма была основной всегда. Детальнее это мнение подтвердили факты изложение в документальном фильме посвящённом столетнему юбилею клуба.

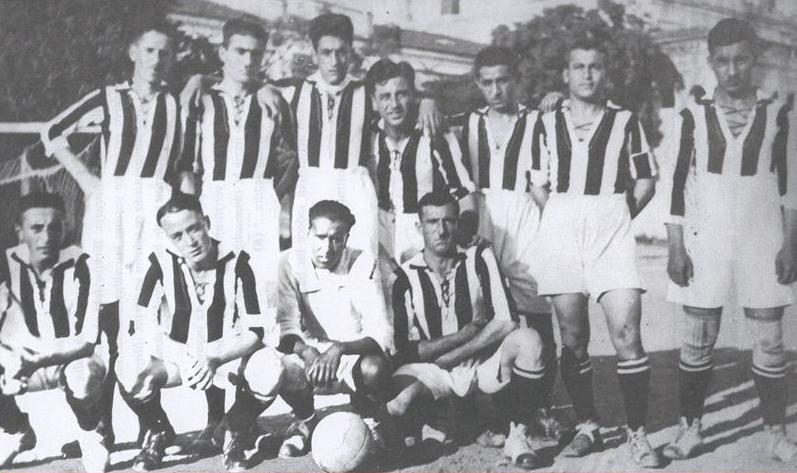
Футболисты «Бешикташа» в сезоне 1923/24

Постепенная популяризация футбола в стране способствовала усилению внимания руководства «Бешикташа» к своей футбольной секции. До 1918 года клуб не имел никаких чемпионских титулов. В 1924 году, вместе с «Галатасараем» и «Фенербахче», «Бешикташ» наряду с другими стамбульскими клубами стал одним из основателей Стамбульской футбольной лиги. В дебютном сезоне «Бешикташ» добился чемпионства, однако особых успехов в лиге добиться не смог ввиду доминации «Галатасарая» и «Фенербахче». Своего второго чемпионства клуб добился лишь в 1934 году. В 1937 году была сформирована Турецкая национальная лига. Клуб чередовал свои выступления в обоих чемпионатах. Так в сезоне 1937/38 «Бешикташ» становится серебряным призёром Турецкой национальной лиги, а в сезоне 1940/41 впервые выигрывает этот чемпионат, повторив это достижение в сезонах 1943/44, 1946/47. В Стамбульской футбольной лиге «Бешикташ» устанавливает рекорд в 5 чемпионств подряд в период между 1939 и 1943 годами, а также выигрывает в 1945 и 1946 годах.
16 мая 1952 года команда в полном составе выступила как сборная Турции в матче против Греции. В награду за это, Турецкая футбольная федерация наградила «Бешикташ» правом изображать национальный флаг на своём логотипе, что по тем временам было большой честью и престижем.

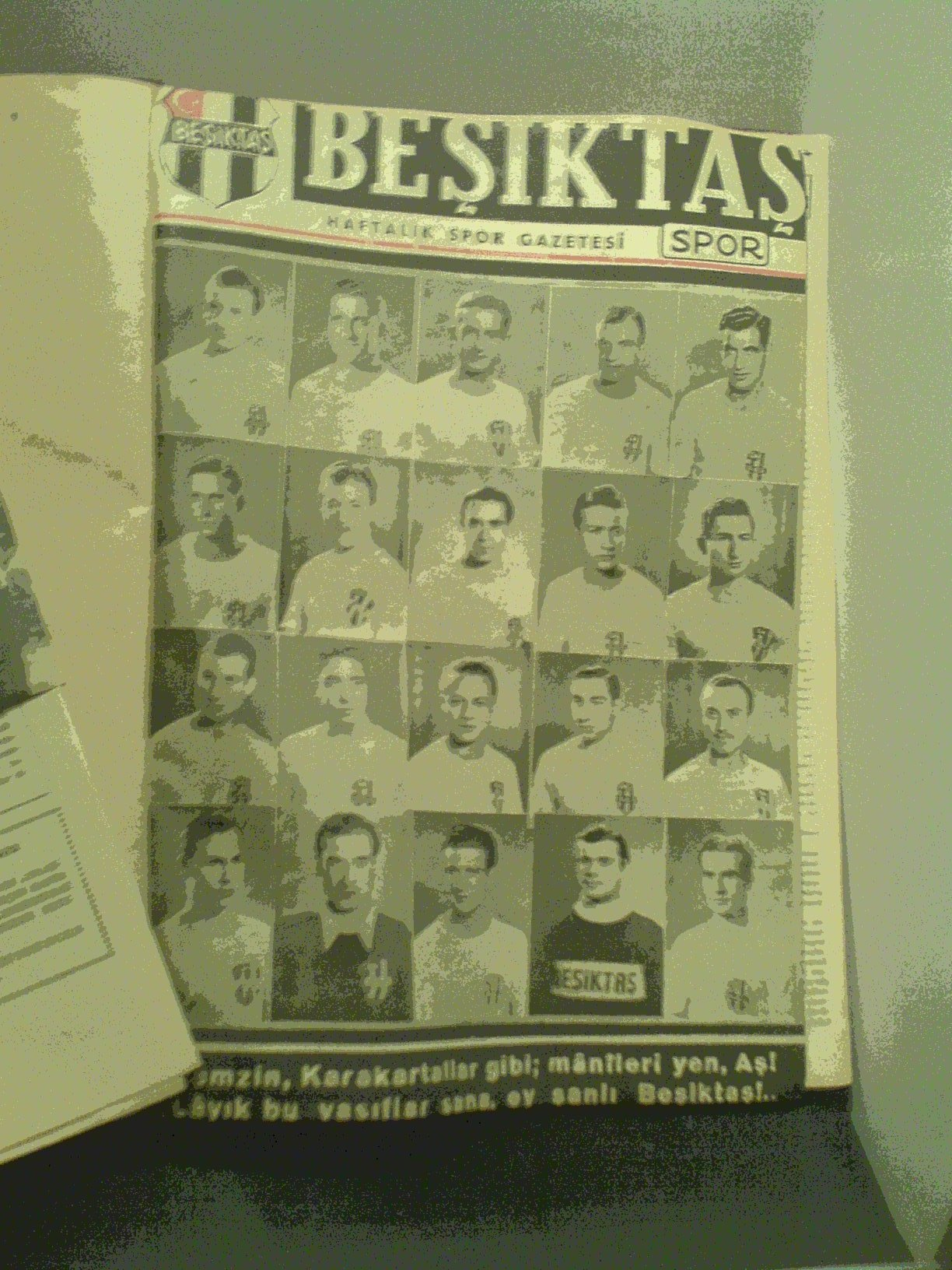
Винтажное клубное издание в экспозиции музея «Бешикташа»

В 1957 и 1958 годах «Бешикташ» выиграл Кубки Турецкой Федерации, проведённые для определения национального чемпиона, который должен был представлять Турцию в Кубке европейских чемпионов. Но поскольку федерация не смогла должным образом зарегистрировать победителя в УЕФА, турецкий клуб всё же не участвовал в розыгрышах 1956/57 и 1957/58.
В 1959 году в результате объединения ряда лиг страны был создан первый полноценный профессиональный чемпионат Турции. Первого своего успеха в нём «Бешикташ» добился уже в 1960 году. Это достижение позволило «Бешикташу» стать первой турецкой командой представившей свою страну в еврокубках. В девяти последствующих сезонах клуб занимал призовые места, став чемпионом в 1966 и 1967 годах (в последнем «Бешикташ» завоевал и свой первый Суперкубок Турции). Однако потом последовал длительный спад.
Вновь о себе «Бешикташ» напомнил в середине 70-х. В сезоне 1973/74 занял второе место в чемпионате, а в следующем выиграл свой первый кубок Турции. В сезонах 1975/76 (27 очков) и 1979/80 (29 очков) клуб занимал свои низшие места в чемпионате — 11-е. Лишь в 1982 году «Бешикташ» вновь стал чемпионом страны, а в 1986 году повторил это достижение. Этот период также ознаменовывается началом эпохи ультрас, успевшей сотрясти Европу и вскоре охватившей всю Турцию. На радость своих неугомонных болельщиков «Бешикташ» выиграл чемпионат страны в 1990, 1991 и 1992 годах, завоевал Кубок Турции в 1989 и 1990 году, а также Суперкубок в 1989 и 1992 году. Все это стало заслугой английского тренера клуба — Гордона Милна, под руководством которого «Бешикташ» стал первым непобеждённым чемпионом Турции, а также знаменитого трио — «Метин-Али-Фейяз». Метина Текина, Али Гюльтикена и Фейяза Усара и по сей день считают лучшей линией нападения в истории клуба. Само же тренерство Милна болельщики клуба называют не иначе как — «эпохой Милна».

## Достижения

### Национальные
- Чемпион Турции:

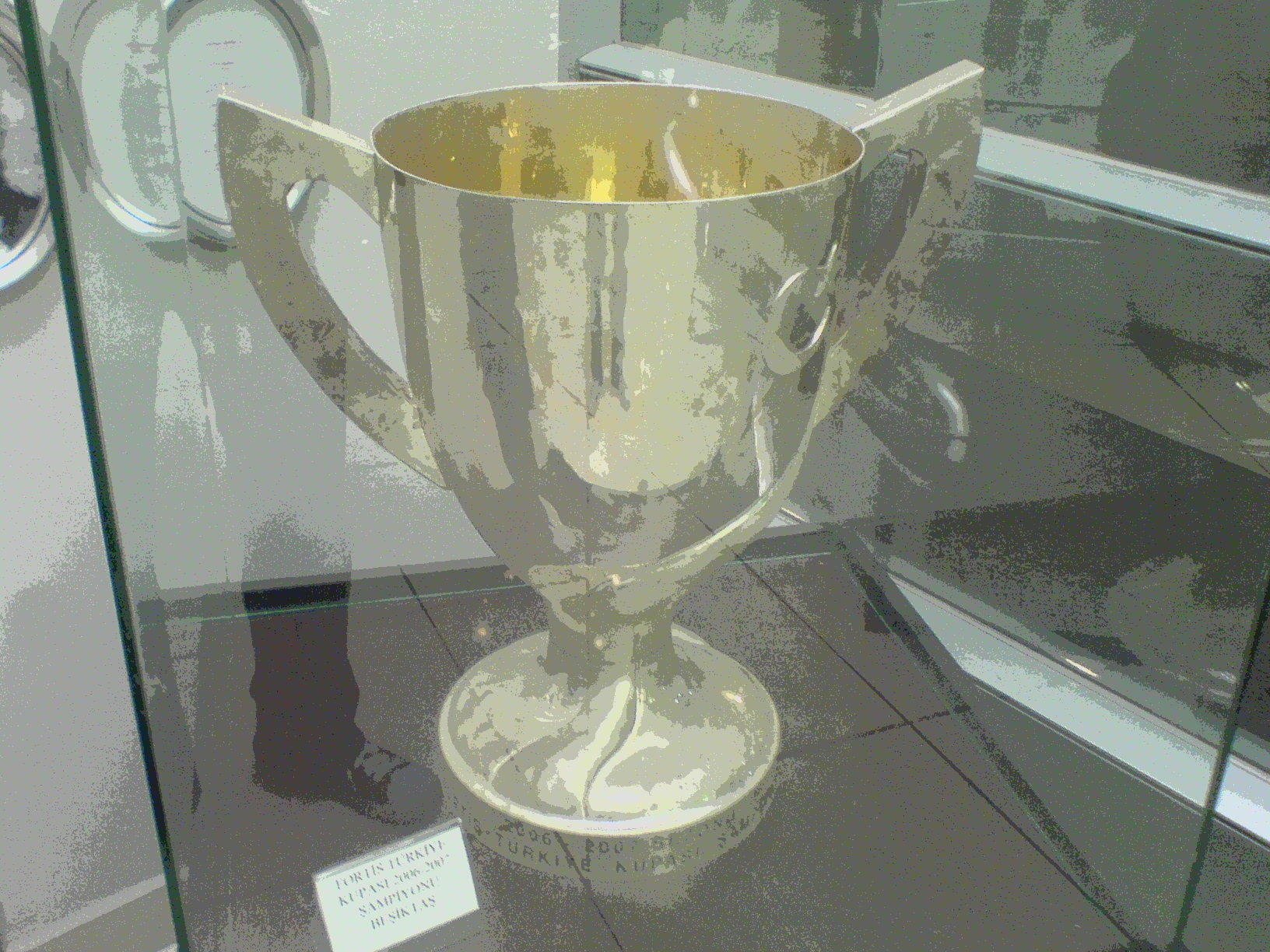
Кубок Турции в экспозиции клубного музея

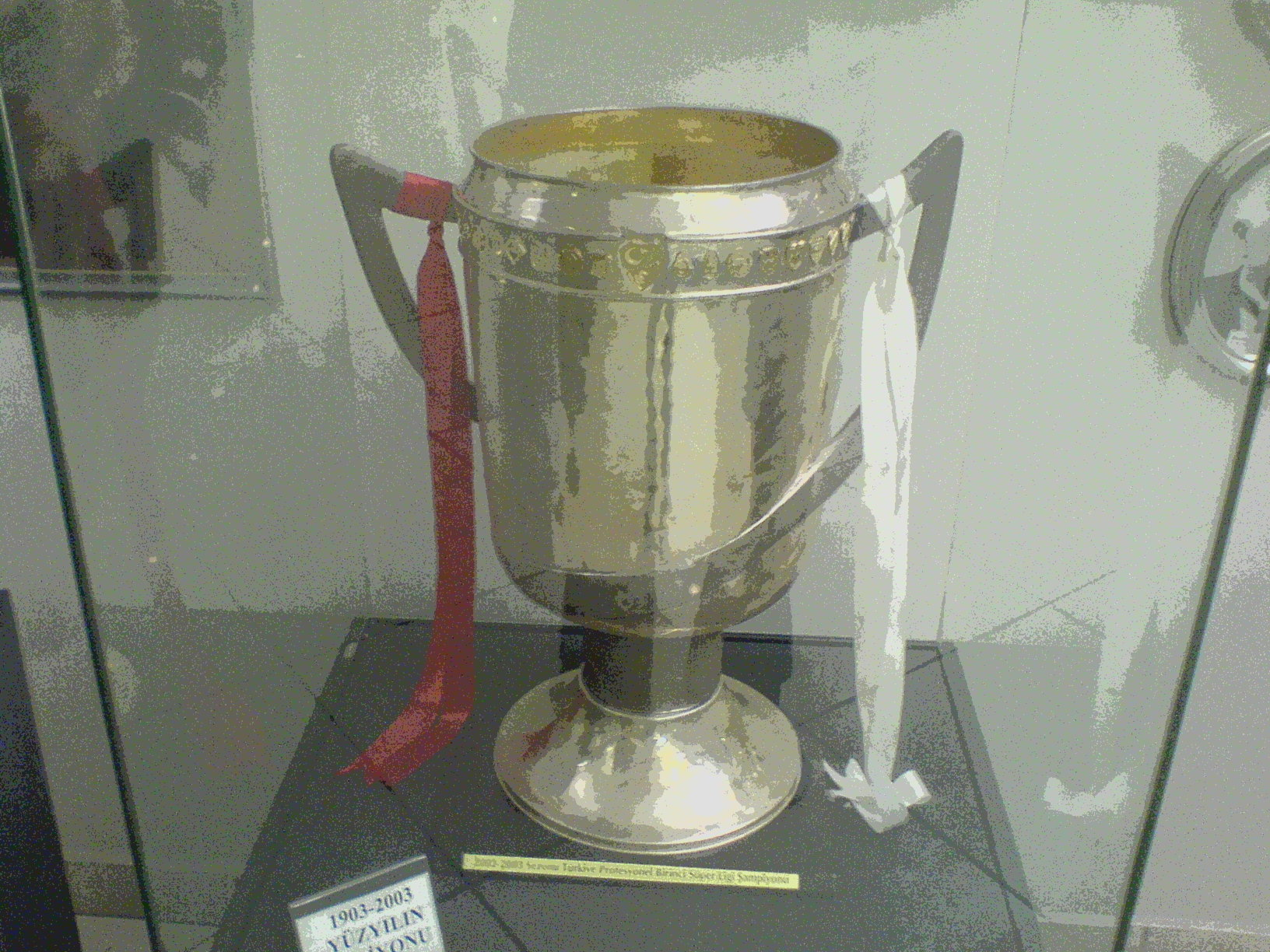
Один из чемпионских трофеев «Бешикташа» в экспозиции клубного музея

  - Чемпион (16): 1956/57, 1957/58, 1959, 1959/60, 1965/66, 1966/67, 1981/82, 1985/86, 1989/90, 1990/91, 1991/92, 1994/95, 2002/03, 2008/09, 2015/16, 2016/17, 2020/21
  - Вице-чемпион (14): 1962/63, 1963/64, 1964/65, 1967/68, 1973/74, 1984/85, 1986/87, 1987/88, 1988/89, 1992/93, 1996/97, 1998/99, 1999/2000, 2006/07
- Кубок Турции:
  - Обладатель (11): 1974/75, 1988/89, 1989/90, 1993/94, 1997/98, 2005/06, 2006/07, 2008/09, 2010/11, 2020/21, 2023/24.
  - Финалист (6): 1965/66, 1976/77, 1983/84, 1992/93, 1998/99, 2001/02
- Суперкубок Турции:
  - Обладатель (10): 1967, 1974, 1986, 1989, 1992, 1994, 1998, 2006, 2021, 2024

### Международные
- Лига чемпионов УЕФА / Кубок чемпионов
  - Четвертьфинал: 1986/87
- Кубок УЕФА / Лига Европы УЕФА
  - Четвертьфинал (2): 2002/03, 2016/17

### Другие достижения
- Стамбульская футбольная лига:
  - Чемпион (13): 1923/24, 1933/34, 1938/39, 1939/40, 1940/41, 1941/42, 1942/43, 1944/45, 1945/46, 1949/50, 1950/51, 1952, 1953/54.
  - Вице-чемпион (6): 1932/33, 1943/44, 1947/48, 1948/49, 1952/53, 1954/55
- Кубок премьер-министра:
  - Обладатель (6): 1944, 1947, 1974, 1977, 1988, 1997
- Spor Toto Cup: (рекорд)
  - Обладатель (3): 1966, 1969, 1970
- Кубок Ататюрка:
  - Обладатель: 2000
- Кубок флота:
  - Обладатель: 1986
- Кубок Стамбула по футболу:
  - Обладатель (2): 1944, 1946
- Национальный дивизион Турции:
  - Чемпион (3): 1941, 1944, 1947
- Турецкий футбольный чемпионат:
  - Чемпион (2): 1934, 1951

## Болельщики

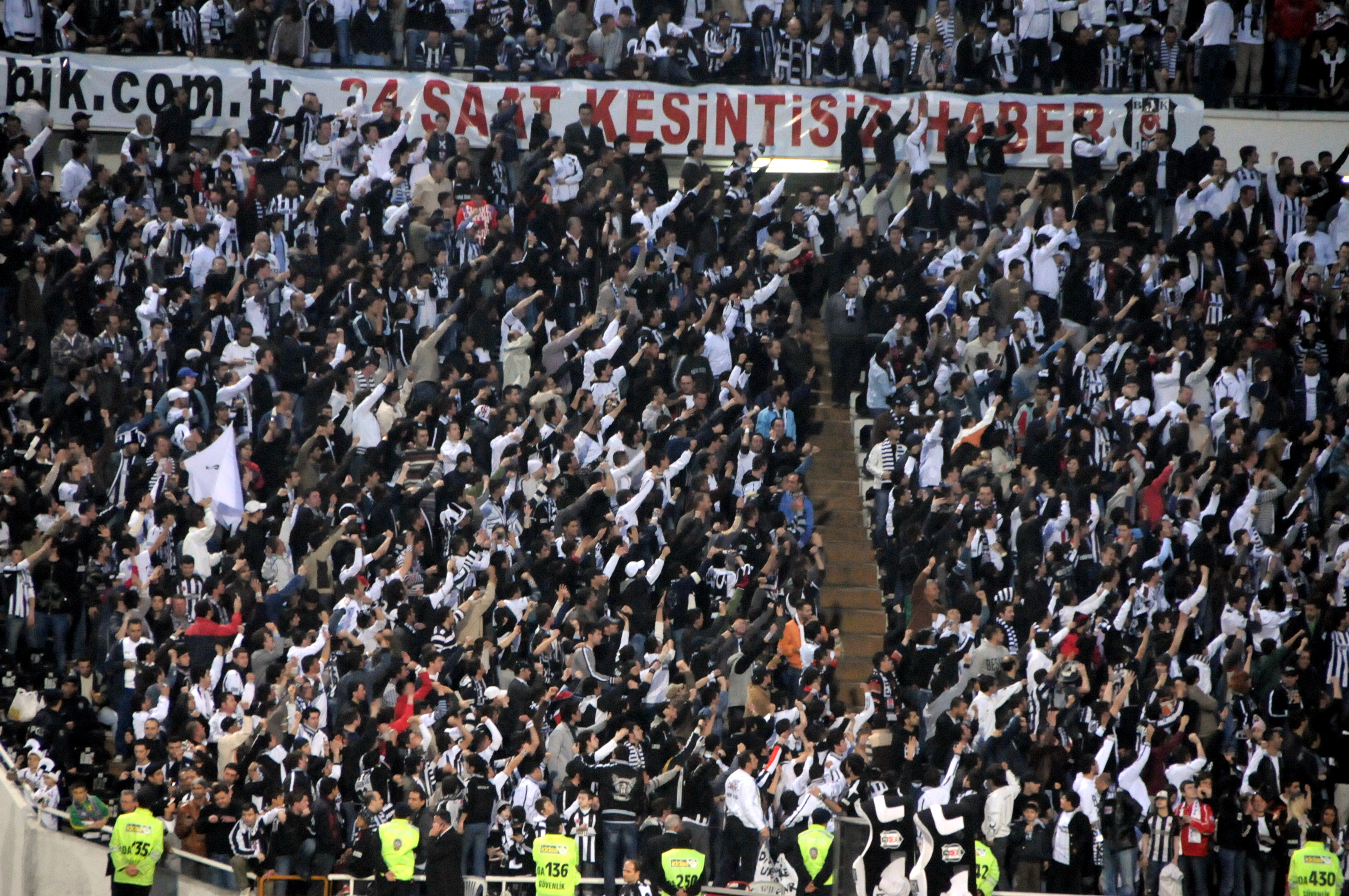
Болельщики «Бешикташа»

«Бешикташ» — третья по популярности команда Стамбула и Турции (после «Галатасарая» и «Фенербахче»). «Чёрных орлов» согласно опросам, поддерживает от 12 % до 18 % болельщиков страны. На матчи команды приезжают многочисленные группы болельщиков «Бешикташа» из других городов. Как и все турецкие фанаты, болельщики клуба славятся своей громкой поддержкой. Одним из самых ярких примеров этому является домашний матч против «Манчестер Юнайтед» в 2009 году, когда громкое «Бешикташ» на трибунах превысило планку в 132 децибел. Впрочем, в 2013 году, по данным СМИ, болельщики подняли эту планку ещё выше, до уровня 141 децибела (для сравнения: электродрель и мотоцикл — 100 дБ, воздушно-реактивный двигатель — 140 дБ).
Дерби «Бешикташа» против «Галатасарая» и «Фенербахче» не несут настолько большой принципиальности и вражды, как «Галатасарай» — «Фенербахче». Согласно опросам 2016 года, 33 % болельщиков «Галатасарая» и 21 % болельщиков «Фенера» симпатизируют и частично выражают поддержку «Бешикташу». Среди болельщиков «орлов» заметна чуть бо́льшая симпатия к «Галатасараю» (19 %), нежели к «Фенеру» (15 %), и одновременно — несколько бо́льшая антипатия к «Фенербахче» (44 %), нежели к «Галатасараю» (35 %).

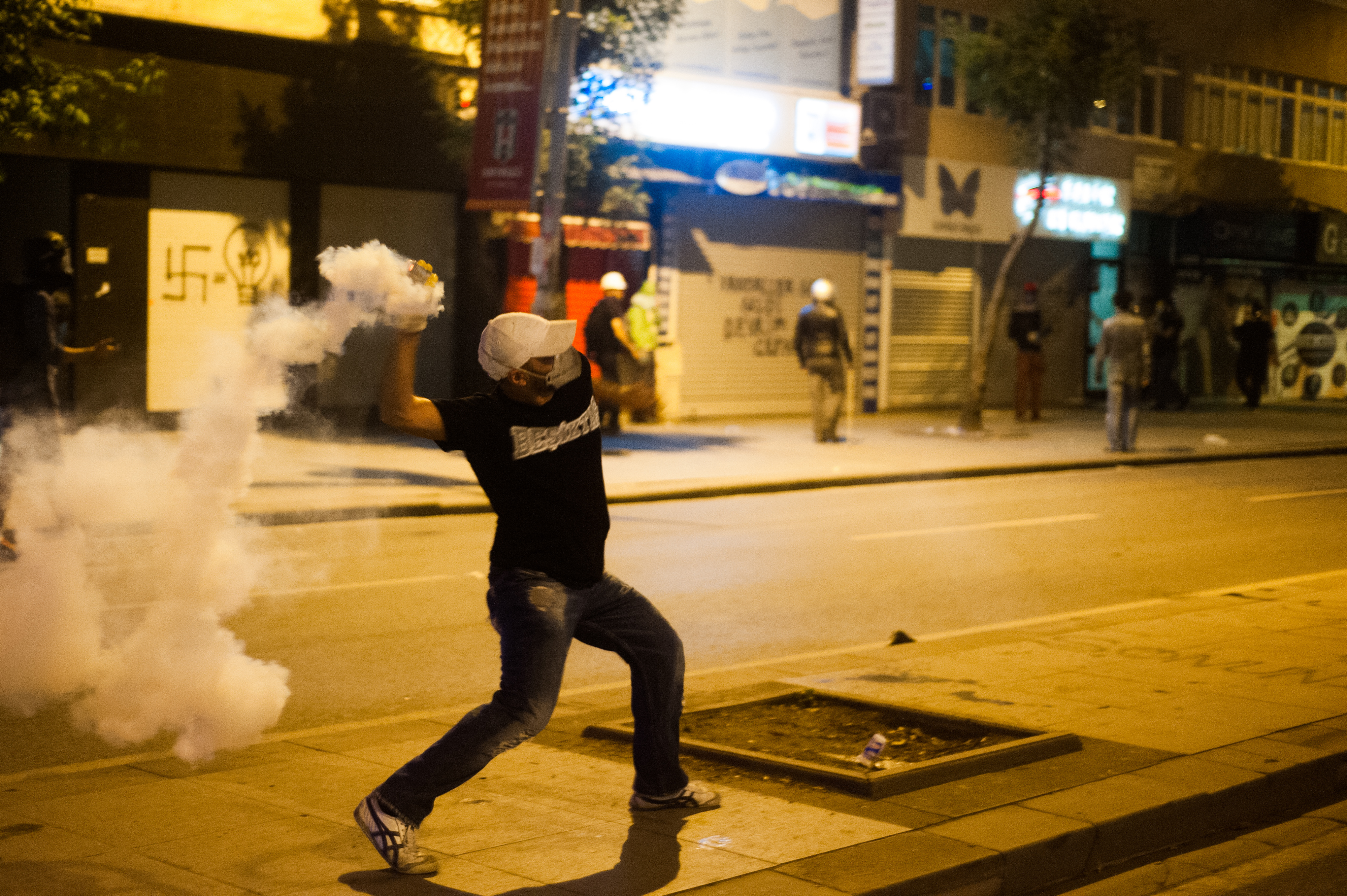
Один из членов «Чарши» во время событий 2013 года

В 2013 году болельщики всех трёх команд объединились, выступив единой силой в поддержку протестующих на площади Таксим.

### «Чарши»
Самым известным объединением болельщиков «Бешикташа» являются основанные в 1982 году — «Чарши». Эта группировка является пионерами ультрас движения Турции. Само слово «чарши», в переводе с турецкого значит «базар», «рынок». Это название является отсылкой к давнему массовому явлению в среде болельщиков клуба. Так как, ещё с 70-х годов фанаты «Бешикташа» собирались на матчи именно возле рынка одноимённого района Стамбула. В основном, основой будущей группировки были студенты (в районе Бешикташ самый высокий процент учебных заведений в Стамбуле) и рабочий класс. Из-за этого «Чарши» известны как большие любители политики, а также знамениты своей широкой многогранностью во взглядах внутри самой группировки. Хорошо это иллюстрирует сам их лозунг — «мы против всего, кроме Ататюрка».

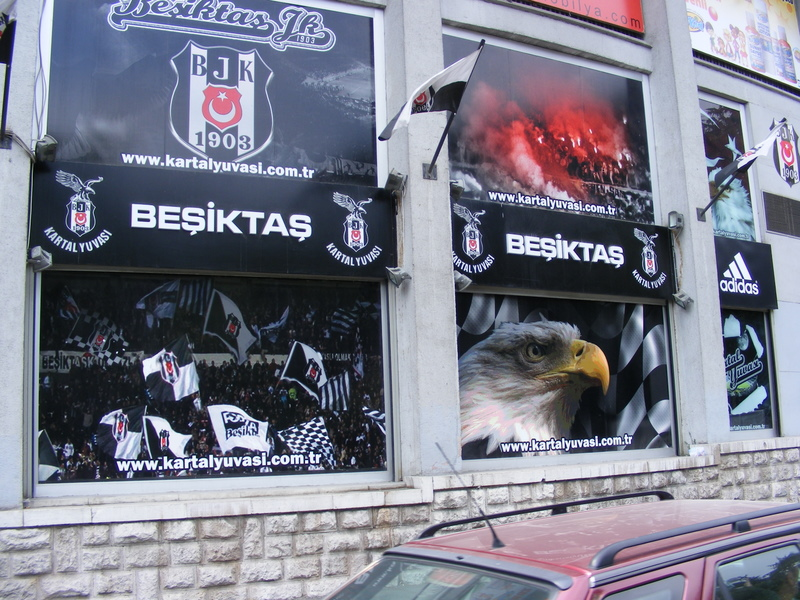
Витрина клубного магазина «Бешикташа» с орлом

### Легенда о «чёрных орлах»
По клубной легенде своё прозвище — «Чёрные орлы» команда получила 19 января 1941 года. Тот сезон команда начала с большим количеством молодёжи в составе, которая нередко с огромным задором шла вперёд. Во время уже почти выигранного матча тишину на трибунах стадиона разрезал выкрик — «Вперёд, чёрные орлы! Атакуйте, чёрные орлы!». Так со своей стороны решил подзадорить не сбавляющую напор команду рыбак Мехмет Джалин. «Бешикташ» в том сезоне в прямом смысле «рвал» всех, так что более точной характеристики для их игры невозможно было придумать. Быстро отметившие верность подмеченного трибуны вмиг подхватили это, а сам возглас в одночасье стал знаменитым. Матч закончился победой «Бешикташа» со счётом 6:0.
Вскоре эту динамику подхватила и пресса. Так команду впервые стали называть «чёрные орлы», а их а футбол, сравнивать с «атакой орла». Получившее резонанс прозвище было положительно воспринято командой и болельщиками, что только ускорило принятие его как прозвища команды.

## Стадион

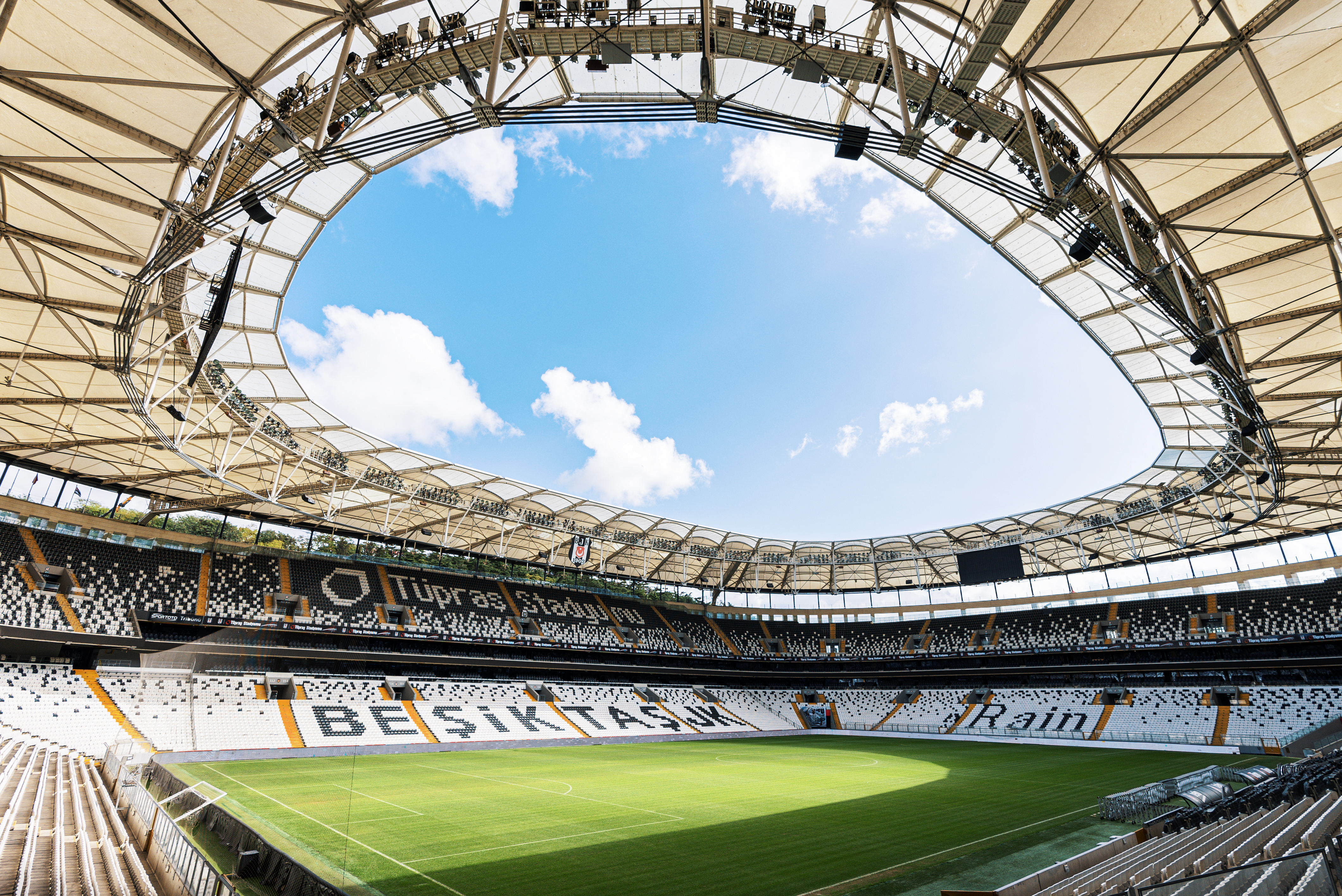
Панорама стадиона «Тюпраш»

«Тюпраш» (тур. Tüpraş Stadyumu) — многофункциональный стадион, расположенный в Стамбуле и являющийся домашней ареной футбольного клуба «Бешикташ» с 2016 года. Арена вместимостью 41 903 места была возведена на месте прежнего клубного стадиона «Бешикташа» — «Инёню», имевшего статус исторического памятника. Фрагменты «Инёню» как часть исторического наследия были сохранены при строительстве нового стадиона. Название арены определено коммерческим соглашением с оператором сотовой связи «Водафон» (Vodafone). Изначально носила название «Водафон арена», однако указом Реджепа Эрдогана слово «арена» было заменено на «парк». Известен своими экологическими особенностями, за что был награждён премией «Зелёная экономика» в номинации «экологически чистое спортивное сооружение» в 2015 году.
Матчем открытия на «Водафон парке» стал матч турецкой Суперлиги против «Бурсаспора» 11 апреля 2016 года, в котором «Бешикташ» одержал победу со счётом 3:2. В августе 2019 года на стадионе прошёл финал Суперкубка УЕФА 2019.
4 октября 2023 года «Бешикташ» подписал новое трёхлетнее коммерческое соглашение с турецким промышленным гигантом — компанией «Тюпраш».

## Форма

### Домашняя
| 2006/07 | 2007/08 | 2008/09 | 2009/10 | 2010/11 | 2011/12 | 2012/13 | 2013/14 | 2014/15 | 2015/16 | 2016/17 |
| 2017/18 | 2018/19 | 2019/20 | 2020/21 | 2021/22 | 2022/23 | 2023/24 | 2024/25 | 2025/26 |         |         |

### Гостевая
| 2006/07 | 2007/08 | 2008/09 | 2009/10 | 2010/11 | 2011/12 | 2012/13 | 2013/14 | 2014/15 | 2015/16 | 2016/17 |
| 2017/18 | 2018/19 | 2019/20 | 2020/21 | 2021/22 | 2022/23 | 2023/24 | 2024/25 | 2025/26 |         |         |

### Резервная
| 2006/07 | 2007/08 | 2008/09 | 2009/10 | 2010/11 | 2011/12 | 2012/13 | 2013/14 | 2014/15 | 2015/16 | 2016/17 |
| 2017/18 | 2018/19 | 2019/20 | 2020/21 | 2021/22 | 2022/23 | 2023/24 | 2024/25 | 2025/26 |         |         |

Источники:,

### Производители формы и спонсоры
| годы       | спонсор    | производитель |
| ---------- | ---------- | ------------- |
| 1988       | никто      | Adidas        |
| 1988—1998  | Beko       | Adidas        |
| 1998—2001  | Beko       | Reebok        |
| 2001—2004  | Beko       | Puma          |
| 2004—2005  | Cola Turka | Puma          |
| 2005—2009  | Cola Turka | Umbro         |
| 2009—2011  | Cola Turka | Adidas        |
| 2011—2014  | Toyota     | Adidas        |
| 2014—2021  | Vodafone   | Adidas        |
| 2021—2022  | Beko       | Adidas        |
| 2022—н. в. | Rain       | Adidas        |

## Текущий состав
| 30 | Флаг Турции               | Вр  | Эрсин Дестаноглу    | 2001 |  |  |  |  |  |
| 34 | Флаг Турции               | Вр  | Мерт Гюнок          | 1989 |  |  |  |  |  |
| 94 | Флаг Турции               | Вр  | Гектуг Байтекин     | 2004 |  |  |  |  |  |
| 96 | Флаг Турции               | Вр  | Эмир Яшар           | 2006 |  |  |  |  |  |
|    |                           |     |                     |      |  |  |  |  |  |
| 2  | Флаг Норвегии             | Защ | Юнас Свенссон       | 1993 |  |  |  |  |  |
| 3  | Флаг Бразилии             | Защ | Габриэл Паулиста    | 1990 |  |  |  |  |  |
| 4  | Флаг Турции               | Защ | Онур Булут          | 1994 |  |  |  |  |  |
| 5  | Флаг Турции               | Защ | Тайиб Сануч         | 1999 |  |  |  |  |  |
| 14 | Флаг Германии             | Защ | Феликс Удуохай      | 1997 |  |  |  |  |  |
| 26 | Флаг ДР Конго             | Защ | Артюр Масуаку       | 1993 |  |  |  |  |  |
| 53 | Флаг Турции               | Защ | Эмирхан Топчу       | 2000 |  |  |  |  |  |
| 93 | Флаг Турции               | Защ | Арда Озуарап        | 2005 |  |  |  |  |  |
| —  | Германия                  | Защ | Тайлан Булут        | 2006 |  |  |  |  |  |
|    |                           |     |                     |      |  |  |  |  |  |
| 6  | Флаг Боснии и Герцеговины | ПЗ  | Амир Хаджиахметович | 1997 |  |  |  |  |  |
| 7  | Флаг Республики Косово    | ПЗ  | Милот Рашица        | 1996 |  |  |  |  |  |
| 8  | Флаг Турции               | ПЗ  | Салих Учан          | 1994 |  |  |  |  |  |

| 10 | Флаг Эквадора   | ПЗ  | Кени Арройо                        | 2006 |  |  |  |  |  |
| 15 | Флаг Англии     | ПЗ  | Алекс Окслейд-Чемберлен            | 1993 |  |  |  |  |  |
| 18 | Флаг Португалии | ПЗ  | Жуан Мариу (в аренде из «Бенфики») | 1993 |  |  |  |  |  |
| 19 | Флаг Турции     | ПЗ  | Арда Кылыч                         | 2005 |  |  |  |  |  |
| 20 | Флаг Турции     | ПЗ  | Неджип Уйсал (капитан)             | 1991 |  |  |  |  |  |
| 22 | Флаг Казахстана | ПЗ  | Бахтиёр Зайнутдинов                | 1998 |  |  |  |  |  |
| 23 | Флаг Албании    | ПЗ  | Эрнест Мучи                        | 2001 |  |  |  |  |  |
| 27 | Флаг Португалии | ПЗ  | Рафа Силва                         | 1993 |  |  |  |  |  |
| 44 | Флаг Турции     | ПЗ  | Фархи Ай                           | 2005 |  |  |  |  |  |
| 77 | Флаг Колумбии   | ПЗ  | Элан Рикарду                       | 2004 |  |  |  |  |  |
| 79 | Флаг Турции     | ПЗ  | Эмреджан Терзи                     | 2004 |  |  |  |  |  |
| 83 | Флаг Португалии | ПЗ  | Жедсон Фернандеш                   | 1999 |  |  |  |  |  |
|    |                 |     |                                    |      |  |  |  |  |  |
| 9  | Флаг Турции     | Нап | Семих Кылычсой                     | 2005 |  |  |  |  |  |
| 17 | Флаг Италии     | Нап | Чиро Иммобиле                      | 1990 |  |  |  |  |  |
| 91 | Флаг Турции     | Нап | Мустафа Хекимоглу                  | 2007 |  |  |  |  |  |

### Игроки в аренде
| \| № \| \| Поз. \| Имя \| Год рождения \| \| -- \| \| ---- \| --------------------------------------------------- \| ------------ \| \| 5 \| \| Нап \| Жан Онана (в «Дженоа» до 30 июня 2025) \| 2000 \| \| 14 \| \| Нап \| Эмреджан Узунхан (в «Антальяспоре» до 30 июня 2025) \| 2001 \| \| 75 \| \| Нап \| Тайфур Бингёль (в «Эюпспоре» до 30 июня 2025) \| 1993 \| |               |      |                                                     |              |
| № |               | Поз. | Имя                                                 | Год рождения |
| 5 | Флаг Камеруна | Нап  | Жан Онана (в «Дженоа» до 30 июня 2025)              | 2000         |
| 14 | Флаг Турции   | Нап  | Эмреджан Узунхан (в «Антальяспоре» до 30 июня 2025) | 2001         |
| 75 | Флаг Турции   | Нап  | Тайфур Бингёль (в «Эюпспоре» до 30 июня 2025)       | 1993         |

## Руководители клуба
- Мехмед Шамиль Османоглу (1903—1908)
- Шукрю Паша (1908—1911)
- Фуат Паша (1911—1918)
- Фуат Балкан (1918—1923)
- Сали Бей (1923—1924)
- Ахмет Фетджери Азени (1924—1926)
- Эмин Шукрю Курт (1926—1932)
- А. Зия Карамюрсель (1932—1935)
- Фуат Балкан (1935—1937)
- Реджеп Пекер (1937—1938)
- А. Зия Карамюрсель (1939—1940)
- Юсуф Узай Эрдем (1939—1940)
- Юсуф Зия Эрдем (1940—1941)
- А. Зия Карамюрсель (1941—1942)
- A. Зия Козаноглу (1942—1950)
- Экрем Амак (1950—1951)
- С. Фуат Кечеджи (1951—1955)
- Тагир Сегутлу (1955—1956)
- Даниал Акбел (1956—1957)
- Нури Тогай (1957—1958)
- Ферхат Насир (1958—1959)
- Нури Тогай (1959—1960)
- Хакки Йетен (1960—1963)
- Селахаттин Акель (1963—1964)
- Хаккы Йетен (Баба Хаккы) (1964—1966)
- Хасан Салман (1966—1967)
- Талат Асал (1967—1969)
- Руштю Эркус — Нури Тогай (1969—1970)
- Агаси Сен (1970—1971)
- Химмет Ухлю (1971—1972)
- Секип Окчуоглу (1972—1973)
- Мехмет Устюнкая (1973—1977)
- Шевкет Бельгин (1977—1977)
- Гази Акинал (1977—1980)
- Хусеин Джевахир — Альп Гексан (1980)
- Риза Кумруоглу (1980—1981)
- Мехмет Устюнкая (1981—1984)
- Сулейман Себа (1984—2000)
- Сердар Бильгили (2000—2004)
- Йылдырым Демиронен (2004—2012)
- Фикрет Орман (с 2012)

## Главные тренеры
- Шереф Бей (1911—1925)
- Имре Зингер (1925—1935)
- Рефик Осман Топ (1935—1944)
- Чарльз Ховард (1944—1946)
- Рефик Осман Топ (1946—1947)
- Джузеппе Меацца (1947—1948)
- Хакки Етен (1948—1949)
- Эрик Кин (1949—1950)
- Хакки Етен (1950—1951)
- Альфред Кейбл (1951—1952)
- Садри Усуоглу (1952—1953)
- Сандро Пуппо (1953—1954)
- Джихат Арман (1954—1956)
- Йожеф Месарош (1956—1957)
- Эшреф Бильгич (1957)
- Леандро Ремондини (1957—1958)
- Хюсейн Сайгун (1959)
- Андраш Куттик (1959—1960)
- Сандро Пуппо (1960—1961)
- Андраш Куттик (1961—1962)
- Любомир Спаич (1962—1963)
- Эрнст Мельхиор (1963—1964)
- Любомир Спаич (1964—1967)
- Яне Яневский (1967—1968)
- Реджеп Аданыр (1968)
- Милован Чирич (1968—1969)
- Крум Милев (1969—1970)
- Реджеп Аданыр (1970)
- Тед Думитру (1970—1971)
- Гюндюз Кылыч (1971—1972)
- Неджми Мутлу (1972)
- Абдулах Гегич (1972—1973)
- Метин Тюрель (1973—1974)
- Кая Кёстепен (1974)
- Хорст Буц (1974—1975)
- Гюндюз Текин Онай (1975—1977)
- Исмет Арыкан (1977)
- Милош Милутинович (1977—1978)
- Доган Андач (1978—1979)
- Серпиль Хамди Тюзюн (1979—1980)
- Метин Тюрель (1980)
- Энвер Катип (1980)
- Джордже Милич (1980—1984)
- Зия Танер (1984)
- Бранко Станкович (1984—1986)
- Милош Милутинович (1986—1987)
- Гордон Милн (1987—1994)
- Кристоф Даум (1994—1996)
- Роланд Кох (1996)
- Расим Кара (1996—1997)
- Джон Тошак (1997—1999)
- Фуат Яман (1999)
- Карл-Хайнц Фельдкамп (1999)
- Ханс-Петер Бригель (1999—2000)
- Невио Скала (2000—2001)
- Кристоф Даум (2001—2002)
- Мирча Луческу (2002—2004)
- Висенте Дель Боске (2004—2005)
- Риза Чалимбай (2005)
- Жан Тигана (2005—2007)
- Тайфур Хавутчу (2007)
- Эртугрул Саглам (2007—2008)
- Мустафа Денизли (2008—2010)
- Бернд Шустер (2010—2011)
- Тайфур Хавутчу (2011)
- Карлуш Карвальял (2011—2012)
- Тайфур Хавутчу (2012)
- Самет Айбаба (2012—2013)
- Славен Билич (2013—2015)
- Шенол Гюнеш (2015—2019)
- Абдуллах Авджы (2019—2020)
- Серген Ялчин (2020—2021)
- Ондер Каравели (2021—2022)
- Валерьен Исмаэль (2022)
- Шенол Гюнеш (2022—2023)
- Рыза Чалымбай (2023)
- Фернанду Сантуш (2024)
- Джованни ван Бронкхорст (2024)
- Уле Гуннар Сульшер (2025—н. в.)